# Malé Straciny
Malé Straciny é um município da Eslováquia, situado no distrito de Veľký Krtíš, na região de Banská Bystrica. Tem 6,84 km² de área e sua população em 2018 foi estimada em 146 habitantes.

## Demografia
| Ano:        | 1994 | 2004    | 2014    | 2024   |
| ----------- | ---- | ------- | ------- | ------ |
| Broj ljudi: | 154  | 119     | 138     | 149    |
| Razlika:    |      | -22,72% | +15,96% | +7,97% |

| Ano:               | 2023 | 2024   |
| ------------------ | ---- | ------ |
| Número de pessoas: | 147  | 149    |
| Diferença:         |      | +1,36% |